# K토렌트
K토렌트(KTorrent)는 KDE 기어(KDE Gear)의 일부인 비트토렌트 클라이언트이다.

## 특징
K토렌트는 기능이 풍부한 클라이언트로 인식되는 경우가 많다. 기능은 다음과 같다:
- 업로드 및 다운로드 속도 제한/제한 및 예약
- 토렌트 검색 엔진을 이용한 인터넷 검색.
- UDP 추적기를 지원한다.
- IP 주소 차단 목록 플러그인
- UPnP(Universal Plug and Play)를 통한 포트 포워딩
- 프로토콜 암호화
- DHT(메인라인 버전) 및 추적 없는 토렌트 지원
- μTorrent 피어 교환(PEX) 지원
- 파일 우선순위
- 부분적으로 다운로드한 파일을 가져오는 기능
- 새 토렌트에 대한 디렉토리를 자동으로 감시하는 디렉토리 스캐너
- 토렌트에 추적기를 수동으로 추가
- RSS 피드 지원
- 기본 포트 번호가 8080인 웹 인터페이스 플러그인
- IPv6 지원
- SOCKS v4 및 v5 지원
- μTP 지원
- 마그넷 링크 생성 및 파싱
- UDP 추적기 스크래핑
- 대기열 관리자의 향상된 유용성
- 슈퍼 시드 지원
- 다운로드하는 동안 비디오 스트리밍

## 같이 보기
- Konqueror
- 큐빗토렌트